# テベッサ県
テベッサ県（アラビア語: ولاية تبسة、Tébessa）は、アルジェリアの県（ウィラーヤ）。県都はテベッサ（古代はテヴェステ）。その他の主要都市にウェンザがある。テベッサ市は、チュニジア国境からわずか20kmの地点に位置する。テベサ県やタバッサ県とも表記される。
12の地区（ダイラ）と28の基礎自治体からなる。